# جنبش حقوق جانوران

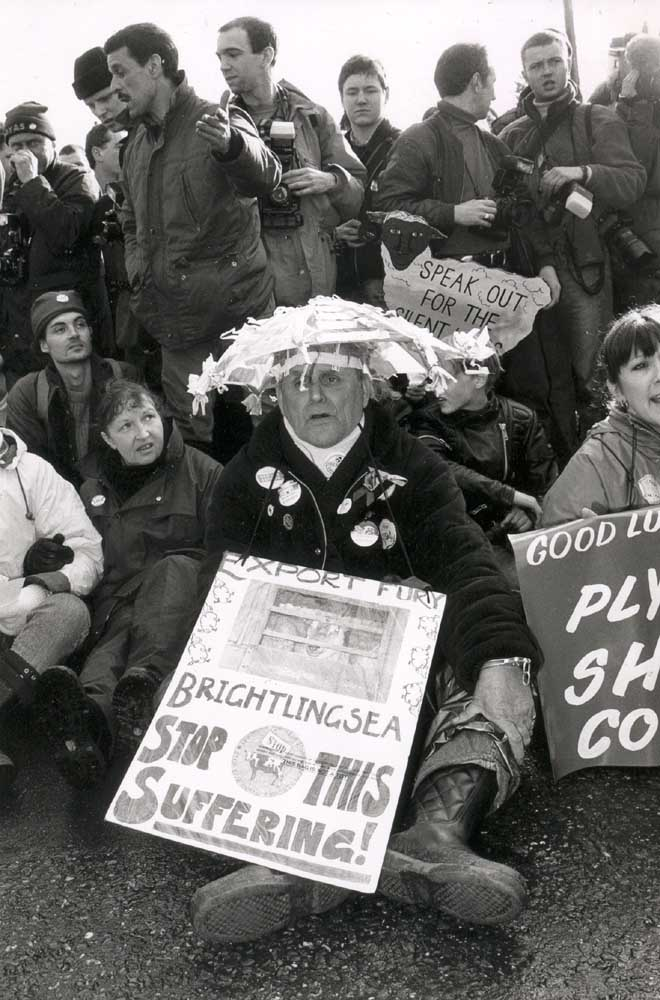
معترضان به شرایط بد حمل دام‌های زنده صادراتی به کشتارگاه‌های خارج از کشور مسیر جاده را مسدود کرده‌اند. اسکله برایتلینگسی، انگلستان ۱۹۹۵

جنبش حقوق جانوران به (به انگلیسی: The Animal Rights Movement) که همچنین با نام‌های «جنبش آزادی جانوران» و «جنبش دفاع از جانوران» نیز خوانده شده، نام یک جنبش اجتماعی است که اهداف آن: پایان دادن به تبعیض شدید اخلاقی و حقوقی اعمال شده میان انسان‌ها و دیگر جانوران، پایان دادن به وضعیتی که در آن جانوران جزو اموال انسان‌ها به‌شمار آیند، و همین‌طور در جستجوی پایان دادن به استفاده از آنان در تحقیقات علمی، صنایع غذایی، استفاده از پوستشان برای تولید لباس یا حضورشان در صنعت سیرک است. فعالان و پیروان این جنبش شامل طیف وسیعی از طبقات اجتماعی، از مردم عادی گرفته تا محافل علمی و فلسفی می‌باشند.